# Big Thunder Mountain Railroad
Big Thunder Mountain Railroad är en berg- och dalbana i ett antal nöjesparker i Disneys regi, bland annat i Disneyland Park.